# Міхай Дмитро Валерійович
Дмитро Валерійович Міхай (нар. 27 лютого 1990, Херсон) — український спортсмен, академічний веслувальник, срібний призер літньої Універсіади у Казані, чемпіон світу та Європи у складі парної четвірки у 2014 році.

## Біографія
Міхай Дмитро народився 27 лютого 1990 року у місті Херсоні. У 1998 році закінчив Херсонське Вище училище фізичної культури, у 2014 році — Херсонський державний університет (факультет фізичного виховання та спорту).
Спортсмен Херсонської школи вищої спортивної майстерності. Представляє Збройні Сили України.
Заслужений майстер спорту України.
Тренери: Науменко В. В., Бакарасєв О. М.

## Спортивні досягнення
Дебютував на молодіжному чемпіонаті світу (до 23 років) 2010 року — в складі двійки парної був восьмим.
Стартував 2011 року на етапі Кубку світу — був дев'ятим в складі четвірки парної.
- 2012 — X місце на етапі Кубку світу в двійках парних разом з Артемом Морозовим; II місце на кваліфікаційній регаті на Літні Олімпійські ігри 2012; XI місце на XXX літніх Олімпійських іграх у Лондоні; VIII місце на чемпіонаті Європи;
- 2013 — IV місце на чемпіонаті Європи в складі четвірки.

На літній Універсіаді, яка проходила з 6-о по 17-е липня у Казані, Дмитро предсталяв Україну в академічному веслуванні у дисципліні вісімка зі стерновим та завоював срібну нагороду разом із Василем Завгороднім, Владиславом Нікуліним, Анатолієм Радченком, Іваном Футриком, Віталієм Цурканом, Денисом Чорним, Станіславом Чумраєвим та Іваном Юрченком.
У попередніх запливах вони посіли друге місце (6:06.07) пропустивши вперед команду з Польщі. Друге місце дозволило змагатись у втішному запливі за вихід до фіналу. Там українці показали третій час (6:00.90), що дозволило вийти до фіналу. У фіналі наша команда ще покращила результат до 5:52.31, але цей час дозволилив посісти тільки друге місце. Чемпіонами стали росіяни (5:47.54), бронзові нагороди у голандців (5:53.55).
Перед чемпіонатом 2013 року було сформовано нову парну четвірку. До її складу увійшли Дмитро Міхай, Артем Морозов, Олександр Надтока, Іван Довгодько. Це було дуже вдале рішення. На чемпіонаті світу 2013 вони були четвертими. На чемпіонаті Європи 2014 українські спортсмени здобули золото. А на чемпіонаті світу вони не тільки здобули перемогу, але і поставили світовий рекорд часу 5:32:260.
На чемпіонаті Європи 2015 в тому ж складі парна четвірка була другою, але на чемпіонаті світу 2015 не потрапила в головний фінал, залишившись восьмою.
Міхай Дмитро увійшов до складу національної команди України на Літні Олімпійські ігри 2016.
На чемпіонаті Європи 2016 і Олімпійських іграх 2016 Міхай в складі четвірки залишився поза межею призерів, фінішувавши двічі шостим.
2017 року стартував в складі вісімки зі стерновим і став сьомим на чемпіонаті Європи і дев'ятим на чемпіонаті світу.
2018 року увійшов до складу парної четвірки (Сергій Гринь, Дмитро Міхай, Олександр Надтока, Іван Довгодько) — був восьмим на етапі Кубку світу, четвертим на чемпіонаті Європи, а на чемпіонаті світу став бронзовим призером.
2019 року був шостим на чемпіонаті Європи і десятим на чемпіонаті світу.

### Виступи на Олімпіадах
| Олімпіада   | Дисципліна                     | Стадія | Результат | Місце | Стадія | Результат | Місце | Загальне місце |
| Лондон 2012 | Веслування академічне 2- парні | 1 коло | 6.49,70   | 4     | -      | -         | -     | 11             |
| Ріо 2016    | Веслування академічне 4- парні | 1 коло | 5.52,90   | 2     | Фінал  | 6.16,30   | 6     | 6              |

## Державні нагороди
- Орден Данила Галицького (25 липня 2013) — за досягнення високих спортивних результатів на XXVII Всесвітній літній Універсіаді в Казані, виявлені самовідданість та волю до перемоги, піднесення міжнародного авторитету України[9]